# Mathematical Methods in the Applied Sciences
Mathematical Methods in the Applied Sciences is een internationaal, aan collegiale toetsing onderworpen wetenschappelijk tijdschrift op het gebied van de toegepaste wiskunde.
De naam wordt in literatuurverwijzingen meestal afgekort tot Math. Meth. Appl. Sci.
Het tijdschrift werd opgericht in 1979 en oorspronkelijk uitgegeven door B. G. Teubner. Later is het overgenomen door John Wiley and Sons. Er verschijnen 9 nummers per jaar.